# چسب پرنده

پسری در حال آماده کردن یک شاخه چسب پرنده، وراگواس، پاناما ۱۹۲۷.

چسب پرنده یا تله چسبی پرنده (به انگلیسی: Birdlime)، ماده چسبنده‌ای است که در به دام انداختن پرندگان استفاده می‌شود. روی شاخه یا شاخکی پهن می‌شود که ممکن است پرنده روی آن فرود آید و صید شود. استفاده از آن در بسیاری از حوزه‌های قضایی غیرقانونی است.

پسری در حال شکار پرندگان با یک شاخه چسبی پرنده، وراگواس، پاناما ۱۹۲۷.

از نظر تاریخی، این ماده به روش‌های مختلف و از مواد مختلف تهیه شده‌است.
در آفریقای جنوبی، چسب پرنده (به زبان آفریقایی voëlent نامیده می‌شود) از میوه‌های دارواش تهیه می‌شود. مشتی از میوه‌های رسیده را می‌جوند تا چسبنده شوند و سپس توده آن را بین کف دست‌ها مالیده تا رشته‌های بلند و بسیار چسبناکی تشکیل شود که سپس در اطراف شاخه‌های نازک کوچک درخت در جایی که پرندگان نشسته‌اند حلقه می‌شوند.
از چسب پرنده در ساخت بمب‌های چسبنده بریتانیایی در طول جنگ جهانی دوم استفاده می‌شد.